# Onychopterocheilus albopictus
Onychopterocheilus albopictus är en stekelart som först beskrevs av Joseph Kriechbaumer 1869.  Onychopterocheilus albopictus ingår i släktet Onychopterocheilus och familjen Eumenidae. Inga underarter finns listade i Catalogue of Life.